# Aleksandr Potapow (wojskowy)
Aleksandr Lwowicz Potapow (ros. Александр Львович Потапов, ur. 3 września?/15 września 1818 w Ziemlansku, zm. 2 października?/14 października 1886 w Petersburgu) – rosyjski wojskowy, w latach 1874-1876 naczelnik III Oddziału Kancelarii Osobistej Jego Cesarskiej Mości i dowódca Samodzielnego Korpusu Żandarmów.

## Życiorys
Pochodził z rodziny szlacheckiej z Woroneża. W 1849, jako adiutant generała-feldmarszałka Iwana Paskiewicza brał udział w tłumieniu powstania węgierskiego. Walczył także w wojnie krymskiej, razem z armią dunajską brał udział w zakończonym dla Rosjan niepowodzeniem oblężeniu Silistry. W 1857 zasiadał w komisji zajmującej się zbadaniem kwestii nieporządków i nadużyć w zaopatrzeniu armii krymskiej i południowej.
Od 1860 do 1861 był oberpolicmajstrem Moskwy. Następnie do 1864 był naczelnikiem Samodzielnego Korpusu Żandarmów, kierował tymczasowo III Oddziałem Kancelarii Osobistej Jego Cesarskiej Mości. Następnie do 1864 był naczelnikiem sztabu Samodzielnego Korpusu Żandarmów i III Oddziału Kancelarii Osobistej Jego Cesarskiej Mości. W latach 1864–1868 był pomocnikiem generał-gubernatora wileńskiego, kowieńskiego, grodzieńskiego i mińskiego. W 1868 został generał-gubernatorem wileńskim. Złagodził politykę rusyfikacji ziem litewskich i białoruskich prowadzoną przez jego poprzedników, wprowadzał jedynie na podległym sobie obszarze rosyjskie prawodawstwo, sądownictwo i szkoły ludowe, kontynuował budowę kolei. Jego polityka sprawiła, iż był oskarżany o sprzyjanie Polakom.
W latach 1874–1876 kierował III Oddziałem i Oddzielnym Korpusem Żandarmów.

### Życie prywatne
Jego żoną była Jekatierina Wasiljewna Oboleńska (1820–1871). Gdy Aleksandr Potapow był generał-gubernatorem wileńskim, jego małżonka silnie angażowała się w działalność dobroczynną. W 1871 zaraziła się cholerą, odwiedzając chorych w wileńskim szpitalu, i zmarła. Dla jej upamiętnienia Aleksandr Potapow wzniósł w Wilnie, w pobliżu letniego pałacu gubernatorów, cerkiew św. Katarzyny.